# Rebollosa de Pedro
Rebollosa de Pedro es una localidad española del municipio soriano de Montejo de Tiermes, en la comunidad autónoma de Castilla y León.

## Geografía
El acceso es por la carretera provincial SO-P-4119, 3 km al sur de Pedro.

## Historia
Perteneció a la Comunidad de Villa y Tierra de Caracena. A la caída del Antiguo Régimen la localidad se constituye en municipio constitucional en la región de Castilla la Vieja que en el censo de 1842 contaba con 20 hogares y 84 vecinos, para posteriormente, entre el censo de 1857 y el anterior, integrarse en Montejo de Tiermes.
A mediados del siglo XIX, el lugar, por entonces con ayuntamiento propio, contaba con una población censada de 84 habitantes. La localidad aparece descrita en el decimotercer volumen del Diccionario geográfico-estadístico-histórico de España y sus posesiones de Ultramar de Pascual Madoz de la siguiente manera:

REBOLLOSA DE PEDRO: l. con ayunt. en la prov. de Soria (16 leg.), part. jud. del Burgo (6 1/2), aud. terr. y c. g. de Burgos (28), dióc. de Sigüenza (8). sit. en llano próximo á la sierra Pela, con buena ventilacion y clima sano. Tiene 20 casas; la consistorial; escuela de instruccion primaria frecuentada por 16 alumnos de ambos sexos, dotada con 20 fan. de trigo; una fuente de buenas aguas, que provee á las necesidades del vecindario; una igl. parr. (Ntra. Sra. del Remedio) servida por el cura de la del l. de Pedro. térm.: con los de Pedro, Grado, Santibañez y Montejo; dentro de él se encuentran varias alamedas que sirven de paseo. El terreno, fertilizado por el r. Pedro, es llano y de buena calidad; comprende varios prados y una deh. de pasto comun. caminos: los locales, de herradura y en mal estado. correo: se recibe y despacha en la estafeta de Aillon. prod.: trigo, cebada, centeno, avena, mucha hortaliza, judias y otras legumbres, buenos pastos, con los que se mantiene ganado lanar, vacuno, mular y asnal. ind.: la agrícola v un molino harinero. pobl.: 20 vec., 84 alm. cap. imp.: 10,899 reales.
(Madoz, 1849, p. 384)

## Demografía
En 1981 contaba con 4 habitantes, concentrados en el núcleo principal, pasando a 3 en 2010, 2 varones y 1 mujer.
| Gráfica de evolución demográfica de Rebollosa de Pedro entre 2000 y 2010                         |
|                                                                                                  |
| Población de derecho (2000-2010) según los censos de población del INE a 1 de enero de cada año. |